# Aphelotoma rufiventris
Aphelotoma rufiventris là một loài côn trùng cánh màng trong họ Ampulicidae, thuộc chi Aphelotoma. Loài này được R. Turner miêu tả khoa học đầu tiên năm 1914.